# Ipuki

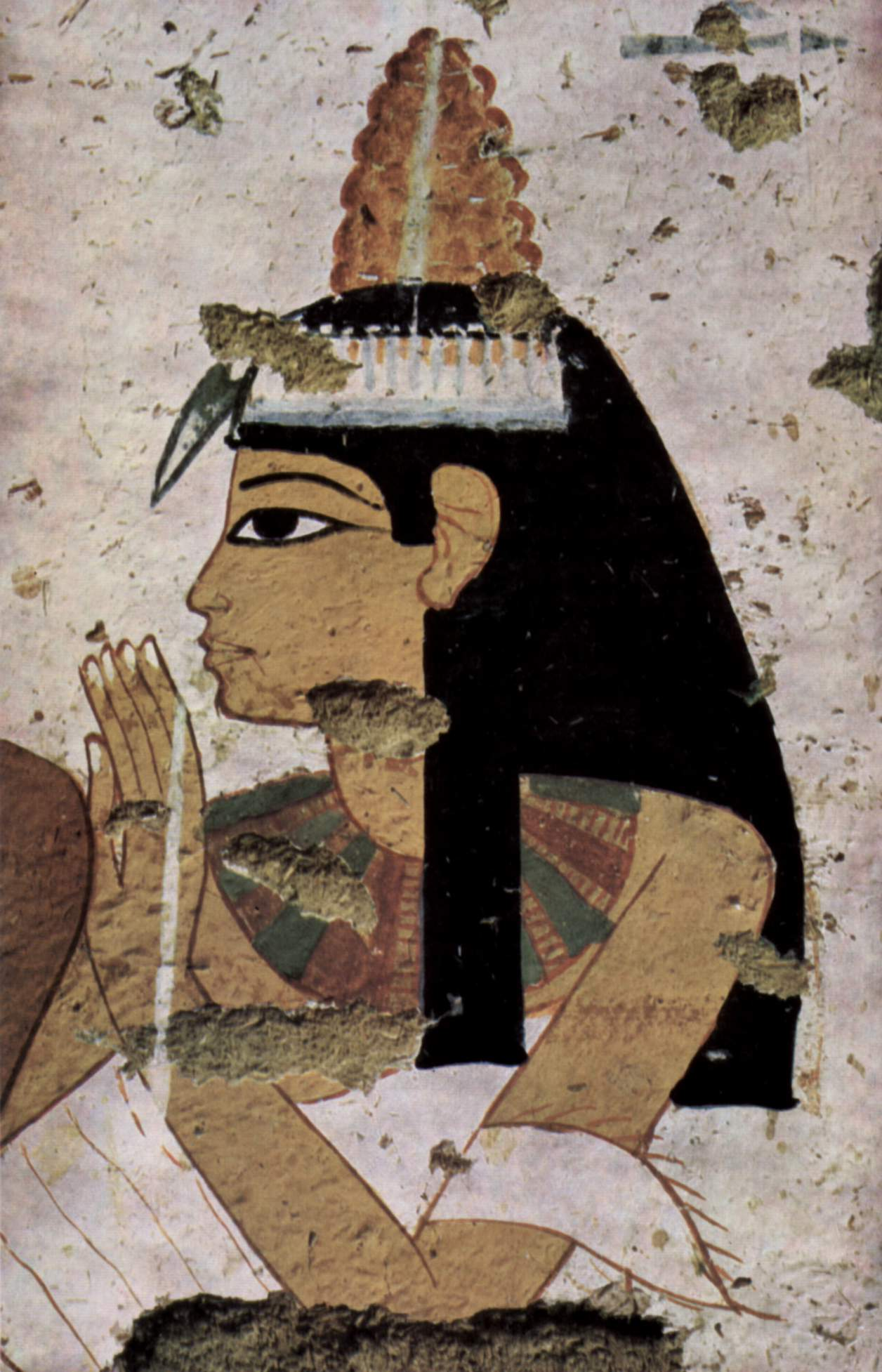
Bildnis der Frau des Ipuki aus dem Grab TT181.

Ipuki war ein altägyptischer Bildhauer der 18. Dynastie, der in Theben tätig war und durch sein Grab TT181 bekannt ist.
Ipuki war Sohn des Senetjer. Er war während der Regentschaften der Pharaonen von Thutmosis IV. bis Amenophis III. tätig (1397 bis 1351/50 v. Chr.) und wohl an der Ausstattung beider Gräber beteiligt. Bekannt ist er heute vor allem durch sein Grab (TT181) in Theben, durch dessen Inschriften auch Informationen zu seiner Person, darunter sein Titel als „Oberster der Bildhauer des Herrn der beiden Länder“, überliefert wurden. Das Grab teilte er sich mit einem anderen Bildhauer namens Nebamun, mit dem er wohl auch zusammenarbeitete. Wahrscheinlich heiratete Nebamun Ipukis Witwe und konnte somit auch dessen Grab mitnutzen. In seinem Grab wird er vor seiner Frau dargestellt. Ob er auch am eigenen Grab gearbeitet hatte, ist unklar. Das gemeinsame Grab ist das letzte Grab von Künstlern auf dem Beamtenfriedhof von Theben; alle nachfolgenden Künstler Thebens wurden in Deir el-Medina begraben, wo die Handwerker, die an den Gräbern arbeiteten, auch lebten. Unklar ist, ob der inschriftlich ebenfalls erwähnte Umrisszeichner Hi Bruder des Ipuki oder wohl eher von Nebimen war.